# Seachnasach
Sechnassach mac Blathmaic (... – attorno al 670) succedette al padre Blathmac mac Áedo e allo zio Diarmait mac Áedo sul trono di re supremo d'Irlanda.
Fu anche re di Brega. Apparteneva ai Síl nÁedo Sláine, ramo degli Uí Néill del sud che presero il loro nome da suo nonno Áed Sláine. Mentre il Baile Chuinn Cétchathaigh, compilato durante il regno di Fínsnechta Fledach, non include Cenn Fáelad tra i sovrani supremi, la Cronaca d'Irlanda, fonte per gli annali irlandesi, lo considera tale fino alla sua morte. Suo padre e suo zio sarebbero morti durante un'epidemia di peste che funestò l'isola dal 664/665. Le sue alleanze matrimoniale suggeriscono che ebbe stretti legami con il Leinster. Ebbe molte figlie ma nessun maschio. Fu ucciso nel novembre del 671 da Dub Dúin, re dei Cenél Coirpri, un regno minore degli Uí Néill. Gli succedette il fratello Cenn Fáelad attorno al 672.